# Анализ мочи по Нечипоренко
Анализ мочи по Нечипоренко впервые предложил советский врач и учёный А. З. Нечипоренко (1916—1980). В настоящее время широко используется, особенно терапевтами и нефрологами.
Цель анализа состоит в определении количества форменных элементов — лейкоцитов, эритроцитов и гиалиновых цилиндров — в единице объёма мочи (в 1 мл).
В норме допустимы следующие показатели:
- Лейкоциты — до 2000 в 1 мл;
- Эритроциты — до 1000 в 1 мл.
- Цилиндры гиалиновые - до 20 в 1 мл.

В силу относительной простоты и высокой информативности этот метод получил широкое распространение в России и Белоруссии.
Показания для проведения исследования:
1. Наличие клинических проявлений заболевания органов мочевой системы при нормальном общем анализе мочи;
2. Перенесенное ранее воспалительное заболевание органов мочевой системы.

Для исследования необходимо взять сухую чистую банку и собрать среднюю порцию утренней мочи, предварительно тщательно промыв наружные половые органы. Собрать минимум 50—100 мл. мочи.

### Процедура анализа
1. Собранная в посуду моча перемешивается.
2. 10 мл мочи отливается в градуированную пробирку.
3. Пробирка центрифугируется 3 минуты при 3500 оборотов/мин.
4. Верхний слой мочи аккуратно отбирается пипеткой, в пробирке оставляют 1 мл мочи с осадком.
5. Осадок хорошо перемешивается и им заполняется счётная камера Горяева, камера Фукса-Розенталя или камера Бюркера.
6. В счётной камере во всей сетке ведётся раздельный подсчёт лейкоцитов, эритроцитов и цилиндров и пересчитывается на 1 мм3 осадка мочи.
7. Производят подсчёт по формуле N = (H/v)*(Vo/Vs). Здесь N — истинное количество элементов, Vo — объём осадка (1000 мкл), Vs — общий объём пробы, H — количество подсчитанных в камере клеток, v — объём камеры (0,9 мм3 для камер Горяева и Бюркера, 3,2 мм3 для камеры Фукс-Розенталя).